# Карткова система

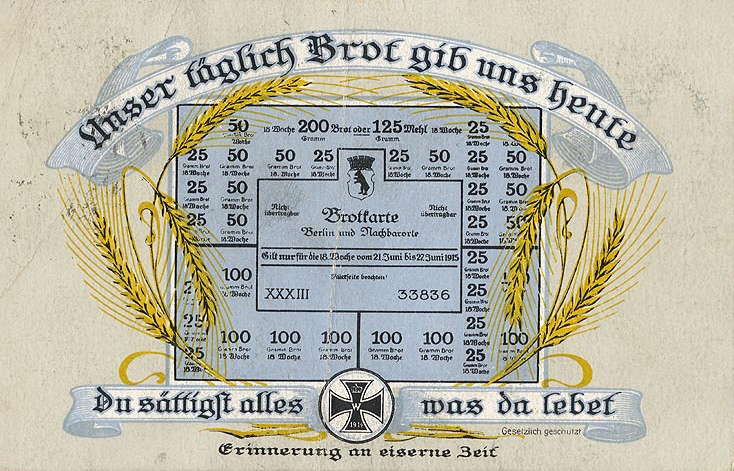
Німецька хлібна картка з Берліна часів Першої світової війни.

Картко́ва систе́ма — система розподілу продуктів, товарів та послуг за картками (або талонами), що диференційовано видаються державою різним категоріям населення в умовах дефіциту.
Сучасна карткова система з'явилася в Європі в країнах постраждалих в результаті Першої світової війни. В XX столітті широко застосовувалася в країнах соціалістичного табору для боротьби з товарним дефіцитом, а в країнах капіталістичного табору — для підтримки соціально незахищених верств населення.
Картки (талони) встановлювали певні норми споживання товарів на людину в місяць, тому така система називалася також нормованим розподілом.

## Стародавній світ
Вперше картки на отримання продовольства («тессери») були відзначені ще в Стародавньому Римі. У Франції в період якобінської диктатури вводилися картки на хліб (1793–1797).

## Перша світова війна
Під час Першої світової війни нормований картковий розподіл існував в ряді воюючих держав, зокрема, в США та Німеччині.
В Російській Імперії картки були вперше введені в 1916 р.

## Картки у Радянській Росії та СРСР (довоєнний період)
Карткова система широко використовувалися в Радянській Росії з моменту її створення в 1917 році, у зв'язку з політикою «військового комунізму». Перше скасування карткової системи відбулося в 1921 р. в зв'язку з переходом до політики НЕПу. У січні 1931 р. за рішенням Політбюро ЦК ВКП (б) Наркомат постачання СРСР ввів всесоюзну карткову систему розподілу основних продуктів харчування і непродовольчих товарів. Картки видавалися тільки тим, хто працював у державному секторі економіки (промислові підприємства, державні, військові організації і установи, радгоспи), а також їх утриманцям. Поза державною системою постачання виявилися селяни та позбавлені політичних прав (лишенці), разом становили понад 80 % населення країни. . 1 січня 1935 скасували картки на хліб, 1 жовтня на інші продукти, а слідом за ними і на промтовари.
Карткова система на хліб була введена в СРСР в 1929 р. Постановою від 7 грудня 1934 р. після підвищення в червні цін на «картковий хліб» в два рази, що їх наблизило до комерційних цін, з 1 січня 1935 року вона була скасована. Через кілька днів після проголошення політичного рішення пленуму ЦК про скасування карток, були встановлені нові роздрібні ціни на житній і пшеничний хліб і значно більш високі ціни на борошно. Найпоширенішою стала ціна на пшеничний хліб 1 руб. за кг — удвічі більше старої «нормальної» ціни і на третину менше старої комерційної. Передумовами скасування стали відносно врожайні останні роки, за рахунок чого збільшилися заготівлі хліба, і політика стимулювання подальшого виробництва збільшенням закупівельних цін.
Одночасно з початком вільного продажу продуктів вводилося обмеження з відпуску товарів в одні руки. Причому з часом воно зменшувалося. Якщо в 1936 році покупець міг купити 2 кг м'яса, то з квітня 1940 року — 1 кг, а ковбаси замість 2 кг в одні руки дозволили давати тільки 0,5 кг. Кількість продаваної риби, якщо вона, як і все інше, взагалі з'являлася в продажу, зменшили з 3 кг до 1 кг. А масла замість 500 г щасливцям діставалося лише по 200 г. Але на місцях, виходячи з реальної наявності продуктів, часто встановлювали норми видачі, відмінні від загальносоюзних. Так, в Рязанській області видача хліба в одні руки коливалася в різних районах і колгоспах від загальносоюзних 2 кг до 700 г.

Незабаром, однак, неминуче пішли нові кризи постачання (1936–1937, 1939–1941), локальний голод і стихійне відродження карток в регіонах. Країна вступила у Другу світову війну в стані загостреної товарної кризи, з багатотисячними чергами.

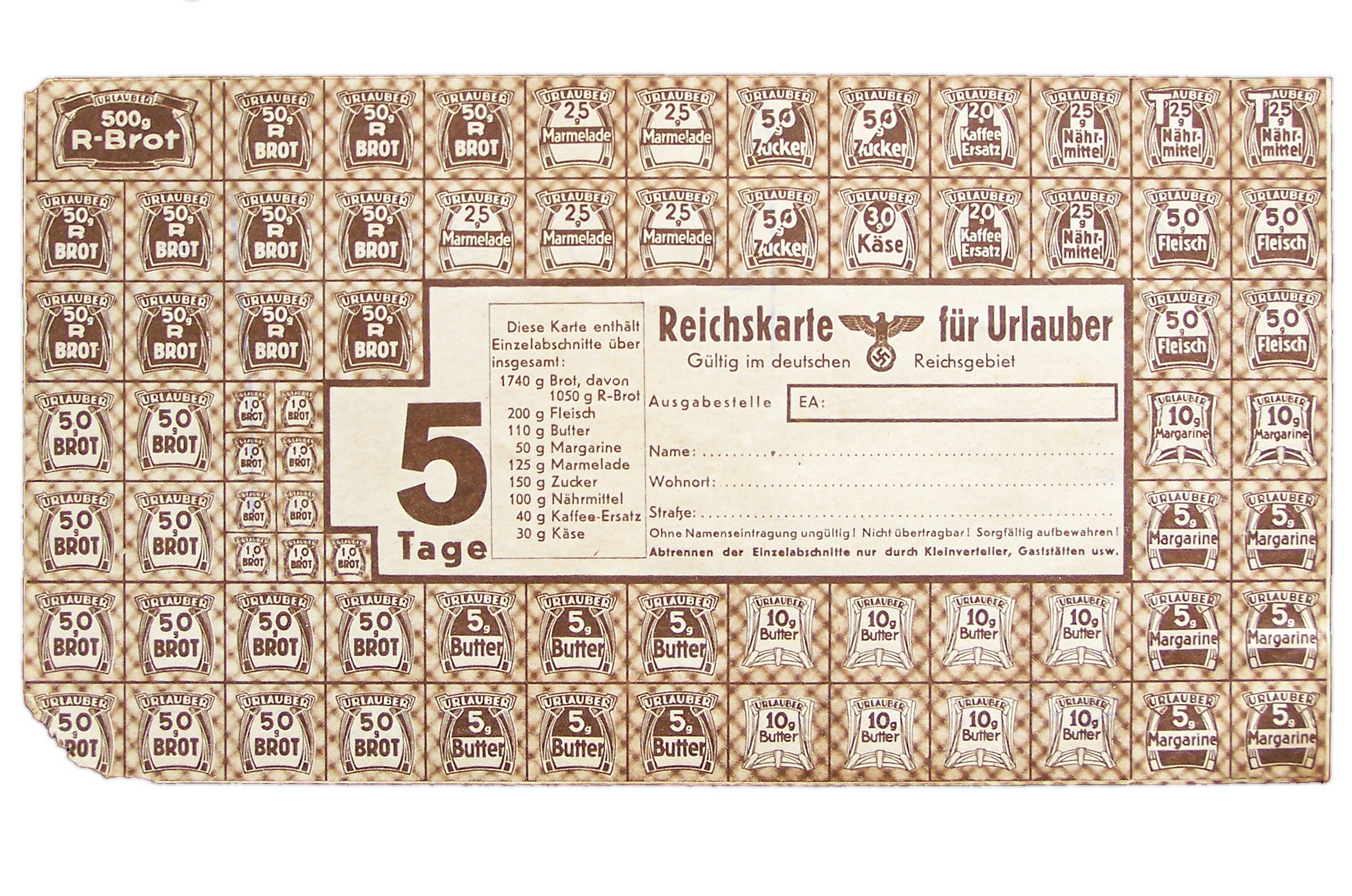
Німецькі продовольчі картки, 1940-ві роки.

## Друга світова війна
В період Другої світової війни нормований картковий розподіл основних продовольчих товарів було введено в ряді держав, що брали участь у війні: СРСР, Німеччині, Великій Британії, США, Канаді, Японії і т. д.
У США під нормований розподіл з початку 1942 року потрапляло безліч товарів, зокрема, цукор, м'ясо, шини, бензин, велосипеди та взуття. Норми споживання цукру були встановлені на рівні 0.5 фунта (227 г) на людину на тиждень, і до середини 1945 року були скорочені до 0.285 фунта (129 г) на тиждень. Норма бензину для власників приватних автомашин, не пов'язаних безпосередньо з обороною, становила 11-15 літрів на тиждень. Жорстко регулювалися гумові вироби. Після війни норми скасовувалися в міру того, як ринок забезпечував країну товарами. Картки на більшість товарів були скасовані протягом 1945 року, на цукор в 1947 році.

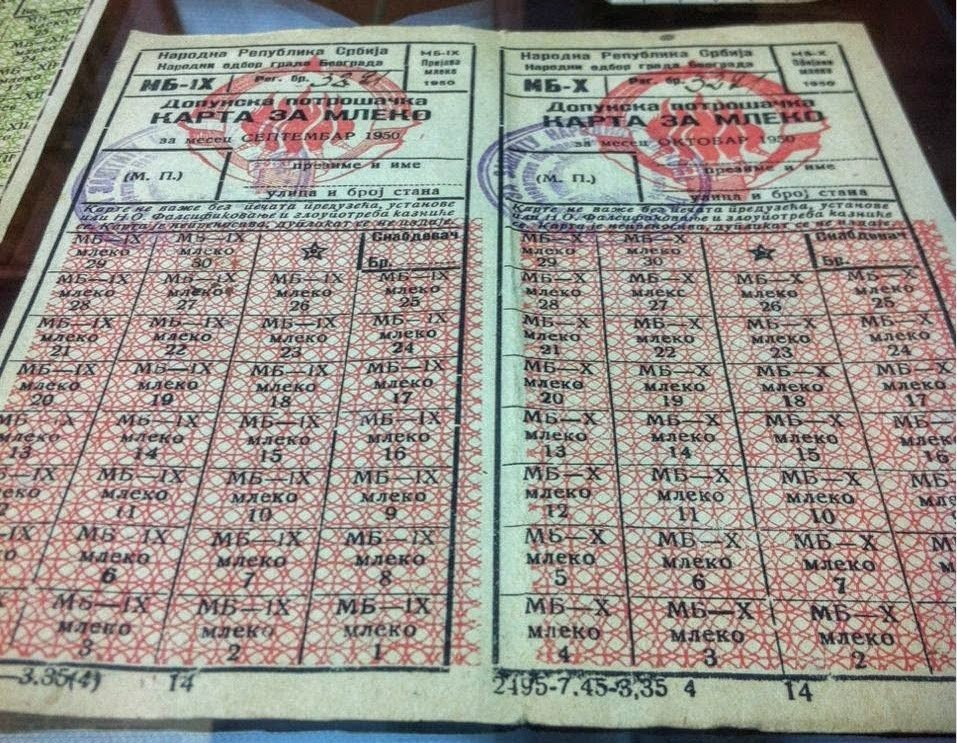
Картки на видачу молока в Соціалістичній Югославії, 1950-й рік

У Німеччині картковий розподіл (імперська карткова система) було введено 20 вересня 1939 року, в загальній складності було 62 види карток.
В СРСР картковий розподіл введено з липня 1941 року, скасовано в грудні 1947 року. Протягом 1942 р. карткову систему було введено у всіх містах та робітничих селищах. Карткова норма хлібу — найважливішого продукту харчування — для робітників та службовців була найчастіше від 500 г до 1,2 кг на добу в залежності від значення галузі промисловості для забезпечення потреб фронту. Звичайна норма за робочою карткою інших продуктів: м'ясо, риба — 1,8 кг, жири — 0,4 кг, крупа, макаронні вироби — 1,2 кг (на місяць).
У Великій Британії картки на бензин були скасовані в 1950 році, на цукор і солодощі в 1953 році, на м'ясо в липні 1954 року.
В Японії карткова система скасована в 1949 році, державний контроль над цінами скасований в 1952 році.
В Ізраїлі карткова система вводилася в 1949–1952 рр. — «режим аскетизму».

## Картки в СРСР (1970-1990-і роки)

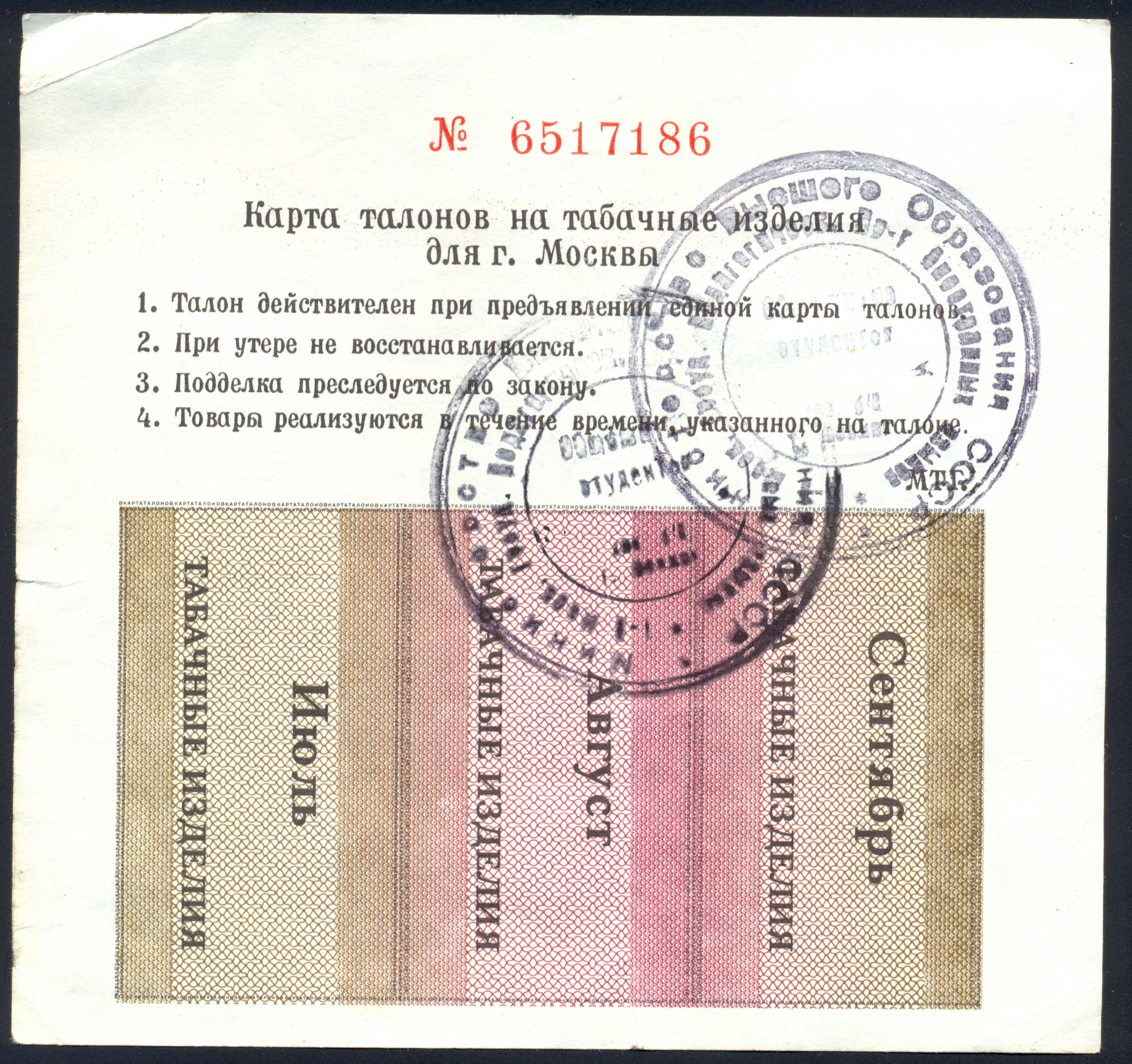
Карта талонів на тютюнові вироби для Москви початку 1990-х рр.

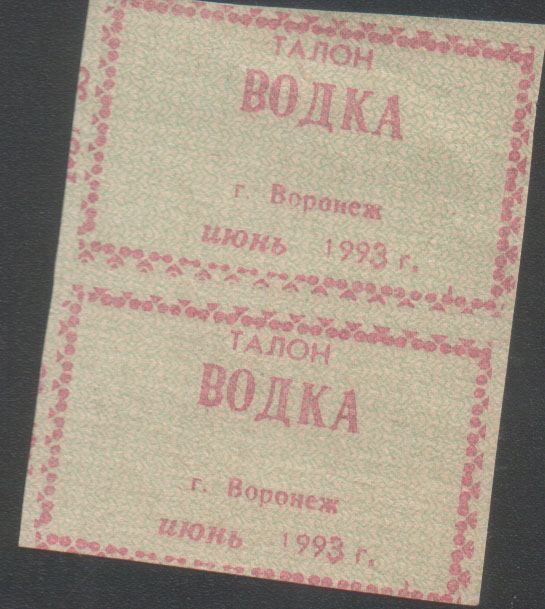
Талони на горілку. Воронеж, 1993.

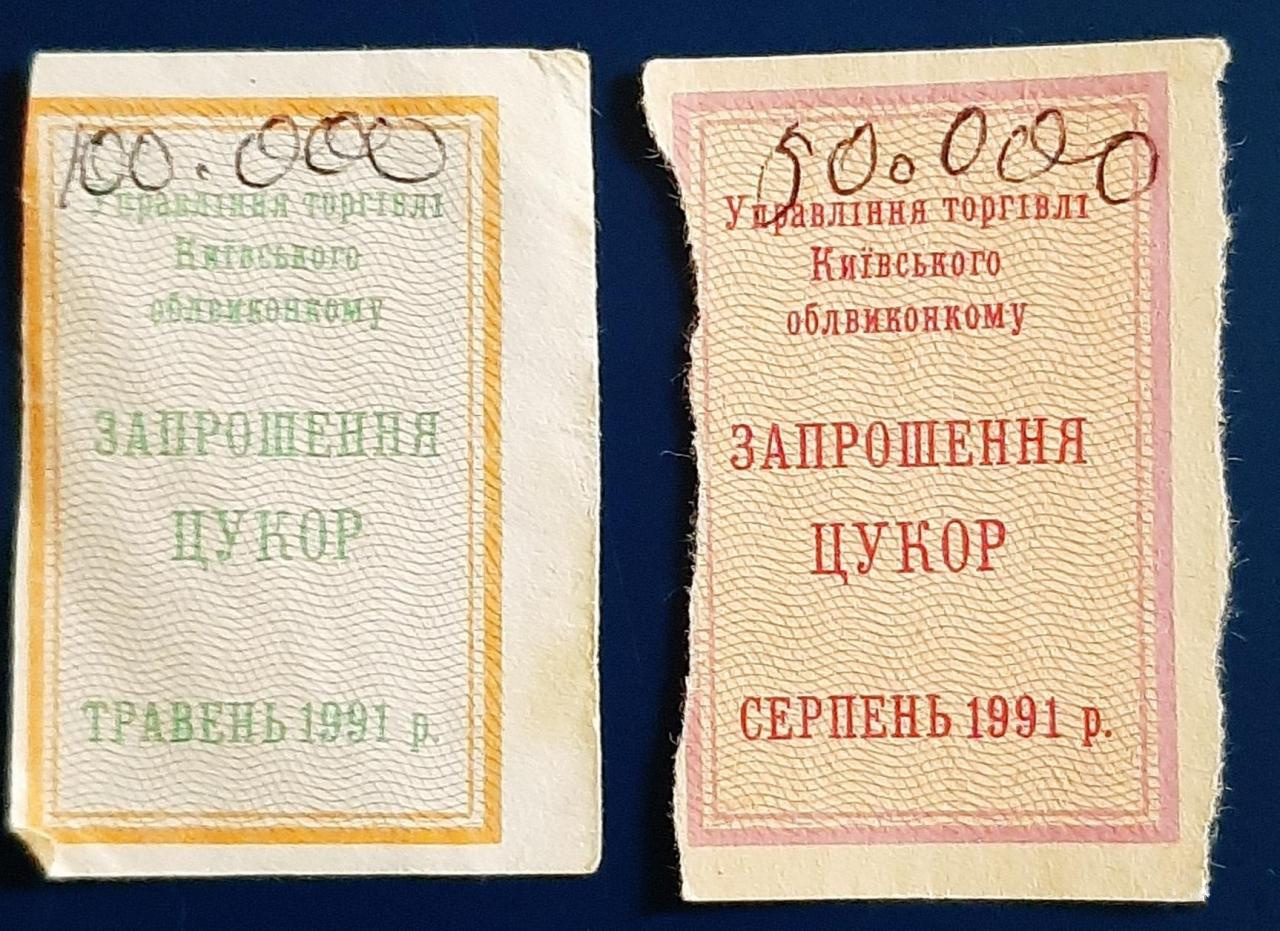
Талони на цукор. Київ, 1991‎.

### 1970-ті— 1980-ті роки
Наприкінці 1970-х років в СРСР на тлі дефіциту окремих промислових товарів почав відзначатися дефіцит продуктів харчування. Як наслідок, в окремих містах були введені так звані «запрошення», які фактично встановлювали норми продажу на окремі товари. В 1980—1981 талони на масло, окремі види м'ясних продуктів були введені в містах середнього Уралу.
В середині 1980-х років картки («запрошення») були введені в окремих містах України, у тому числі на вершкове масло, цукор, миючі засоби тощо.

### Кінець 1980-х— початок 1990-х
Наприкінці 1980-х, на зорі майбутньої приватизації, коли інфляція призвела до товарного голоду, були введені картки на м'ясні продукти, цукор, крупи, олію та інше. Непродовольчі товари також почали продавати за талонами, але громадяни купували в основному продукти.
Суть талонної системи полягає в тому, що для купівлі дефіцитного товару необхідно не тільки заплатити гроші, а й передати особливий талон, що дозволяє купівлю даного товару.
Талони на продукти харчування і деякі товари народного споживання виходили за місцем прописки (або гуртожитку — для студентів ВНЗ) за місцем роботи (зазвичай, в профкомі) були організовані поширення деяких продуктів і промтоварів, отриманих при натуральному обміні між підприємствами.
Причиною виникнення талонної системи був дефіцит деяких товарів широкого споживання.
Згодом повсюдно талони були впроваджені на багато продуктів харчування, і деякі інші товари (тютюнові вироби, горілка, ковбаса, мило, чай, крупи, сіль, цукор, в деяких, вкрай рідкісних, випадках, у віддалених місцевостях, хліб, майонез і т. д.).
Прихованою формою карткової (талонної) системи можна вважати існування так званих «столів замовлень», де жителі, які мають відповідну прописку і приписані до даного столу замовлень могли з певною періодичністю і в обмеженій кількості купувати певні товари, які зникли з вільного продажу.
Талонна система зійшла нанівець з початку 1992 року, у зв'язку з «відпущенням» цін і поширенням вільної торгівлі. На ряд товарів у деяких регіонах Росії талони зберігалися довше.

## Продуктові картки в Україні
В Україні карткова система існувала до кінця 1992 року. Були талони на тютюнові вироби, горілку, цукор.

## Продуктові картки в США

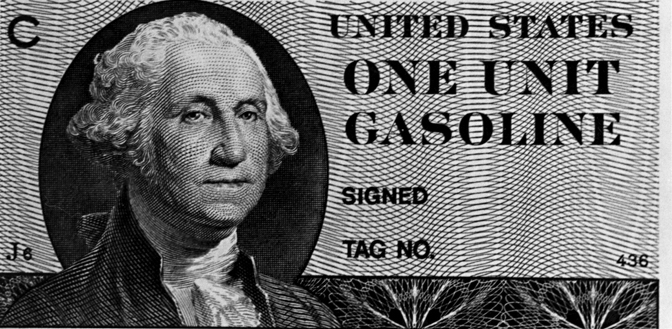
Талон на бензин, США, 1979 р.

В умовах ринкової економіки під талонами зазвичай розуміють картки на товари першої необхідності для соціально незахищених верств населення; товари за талонами видаються або безкоштовно, або за пільговими цінами.
Талонна система для найменш захищених груп населення давно вже діє в США. Продуктові картки — це звичний для Америки інструмент соціальної підтримки. Продуктовий талон являє собою електронну картку, щомісяця поповнювану державою з бюджетних коштів. В середньому кожна людина отримує продуктових талонів на $ 115 в місяць, а сім'я — на $ 255 місяць.
У 2010 кількість американців, що одержують продуктові талони, зросла до рекордних 42900000 чоловік.